# Nella trappola dell'inganno
Nella trappola dell'inganno (Layover o Abducted) è un film per la televisione statunitense del 2012 diretto da R.D. Braunstein. Il film è stato trasmesso in America su Lifetime il 12 ottobre 2012 e in Italia su Rai 2 il 28 giugno 2014.

## Trama
Suzanne Hollingsworth è la proprietaria dell'Hollingsworth Hotel Group, un'importante catena di hotel esclusivi, che nessuna segretaria riesce a sopportare a causa del suo carattere snob e delle sue richieste impossibili. L'ultima arrivata è Rebecca White, che viene licenziata quando il jet che doveva portare Suzanne a Los Angeles non è più disponibile e la ragazza non riesce a trovare un valido sostituto, a parte gli aerei di linea. Durante il volo verso la California, l'aereo di Suzanne viene dirottato a Detroit a causa del maltempo e la donna trova ospitalità in uno squallido motel: non riuscendo ad addormentarsi a causa dei rumori provenienti dalla stanza adiacente, Suzanne va a lamentarsi, ma scopre un traffico di donne e per questo viene rapita da due russi, Vlad e Oscar. Il giorno dopo, non avendo più notizie di Suzanne, Rebecca parte alla ricerca del suo ex capo insieme a Elliot, il capo della sicurezza; intanto, Suzanne si risveglia in un vecchio ospedale abbandonato insieme ad altre ragazze, convinte di andare a fare un concorso di moda. Quando i rapitori si rendono conto di chi hanno catturato, chiedono un riscatto di due milioni all'Hollingsworth Hotel Group e, per rintracciarli, scende in campo l'FBI. Con l'aiuto di Rebecca ed Elliot, che riescono a rintracciare il luogo in cui Suzanne è nascosta grazie al microchip del suo cane, rimasto con lei, gli agenti catturano i russi prima che partano con le ragazze.